# Jurij Šabanov
Jurij Fedorovič Šabanov (Chabarovsk, 11 novembre 1937 – Mosca, 30 marzo 2010) è stato uno scacchista russo (sovietico fino al 1991). È noto anche come Yuri Shabanov. 
Ottenne il titolo di Grande Maestro nel 2003, in quanto vincitore a Bad Zwischenahn del 13º Campionato del mondo seniores. 
Altri risultati di rilievo:
- 1961 –  vince a Chabarovsk il campionato dell'estremo oriente sovietico;
- 1972 –  2°-4° a Uzhhorod nella semifinale del Campionato sovietico;
- 1985 –  2° a Tbilisi nel Memorial Alexander Kotov;
- 1990 –  2°-4° a Jaroslav;
- 1999 –  vince a Mosca il campionato russo seniores;
- 2004 –  vince a Halle il 14º Campionato del mondo seniores;
- 2005 –  vince il Campionato di Mosca seniores (ripetuto nel 2006 e 2007);
- 2006 –  vince a Dresda con la squadra di Mosca il campionato europeo a squadre seniores;[1]
- 2007 –  2°-4° a Gmunden nel 17º Campionato del mondo seniores.